# Sybaguasu cupreum
Sybaguasu cupreum là một loài bọ cánh cứng trong họ Cerambycidae.